# The Telegraph Trail
Pour plus de détails, voir Fiche technique et Distribution.
The Telegraph Trail est un film américain réalisé par Tenny Wright, sorti en 1933.

## Synopsis
Des ouvriers sont attaqués par des Indiens alors qu'ils sont en train d'installer une ligne de télégraphe, mais l'un d'eux a le temps d'envoyer un message au fort, précisant qu'un homme blanc dirige l'attaque. L'éclaireur John Trent et le caporal Tippy sont envoyés à la recherche de cet homme, qui est en fait Gus Lynch, déterminé à garder son monopole de l'acheminement du courrier en empêchant l'arrivée du télégraphe...

## Fiche technique
- Titre original : The Telegraph Trail
- Réalisation : Tenny Wright
- Scénario : Kurt Kempler
- Photographie : Ted D. McCord
- Montage : William Clemens
- Musique : Leo F. Forbstein
- Production associée : Sid Rogell
- Production : Leon Schlesinger
- Société de production : Leon Schlesinger Studios
- Société de distribution : Warner Bros.
- Pays d'origine :  États-Unis
- Langue originale : anglais
- Format : noir et blanc — 35 mm — 1,37:1 — son Mono (Western Electric Sound System)
- Genre : Western
- Durée : 60 minutes
- Dates de sortie :  États-Unis : 18 mars 1933

## Distribution
- John Wayne : John Trent
- Frank McHugh : Caporal Tippy
- Marceline Day : Alice Keller
- Otis Harlan : Zeke Keller
- Albert J. Smith (en) : Gus Lynch
- Yakima Canutt : High Wolf
- Lafe McKee : Lafe
- Bud Osborne (non crédité) : télégraphiste de l'armée